# Château de Marfontaine
Le château de Marfontaine est un château situé à Marfontaine, en France.

## Description
Il forme un rectangle, dont une moitié est dédiée à l'habitation, et l'autre, à l'exploitation agricole. Une partie du bâtiment est éboulée. 

## Localisation
Le château est situé sur la commune de Marfontaine, dans le département de l'Aisne.

## Historique
Il possède de nombreuses inscriptions faites de briques surcuites, visibles sur plusieurs parois du bâtiment. Le château actuel est construit entre 1617 et 1619 par Marguerite de Vaudier de Beaumont, veuve de Jacques Raoult de Fay d'Athies — dont la famille possède le château depuis 1433 — alors remariée avec François de Proissy. 
En 1051, le village appartient à l’évêque Leotheric de Laon, avant de passer en 1137 à la famille de Marfontaine, puis en 1383 à la famille de Venderesse.
Le monument est inscrit au titre des monuments historiques en 1998.

### Articles connexes

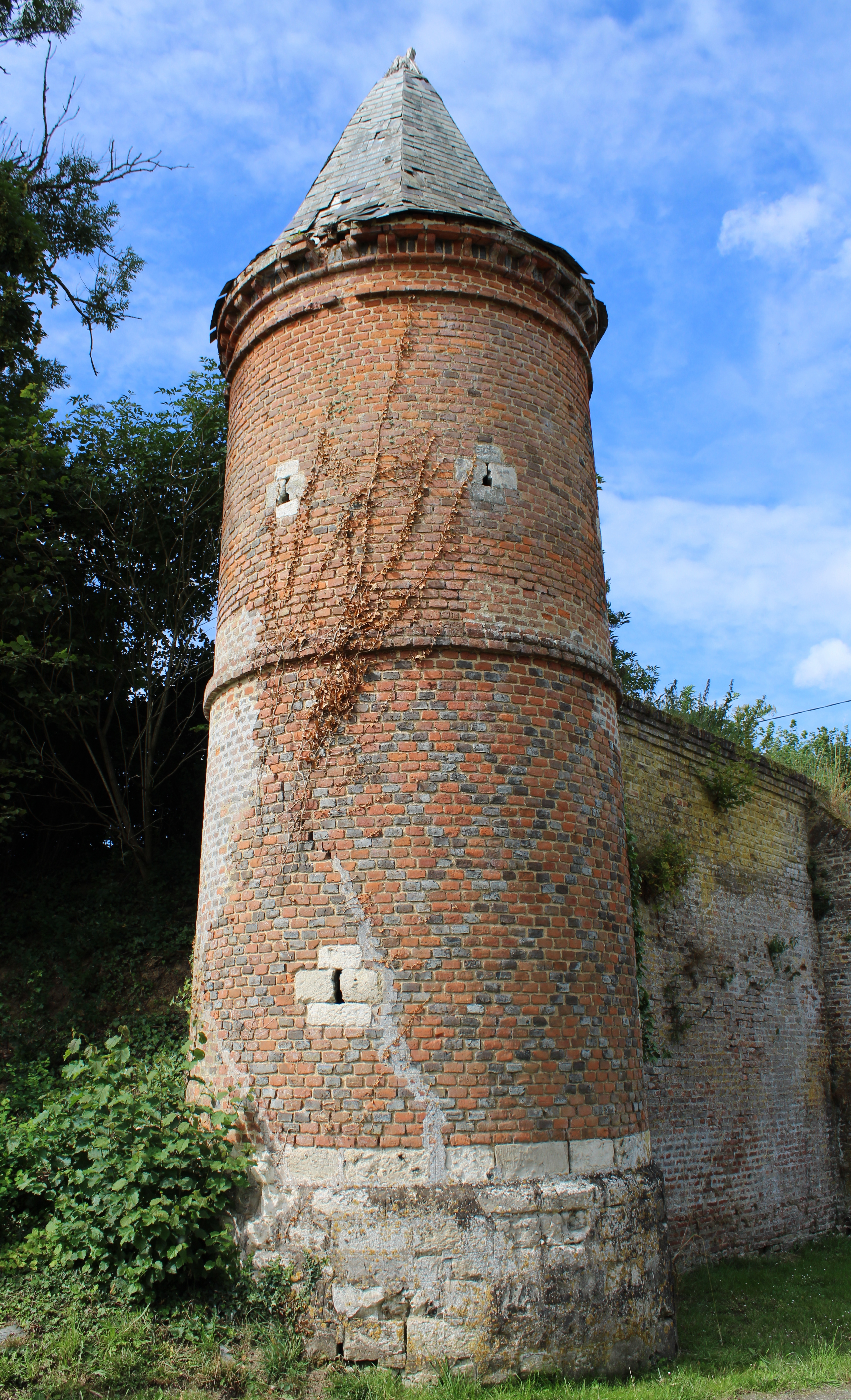
Tour d'angle des remparts avec meurtrières.
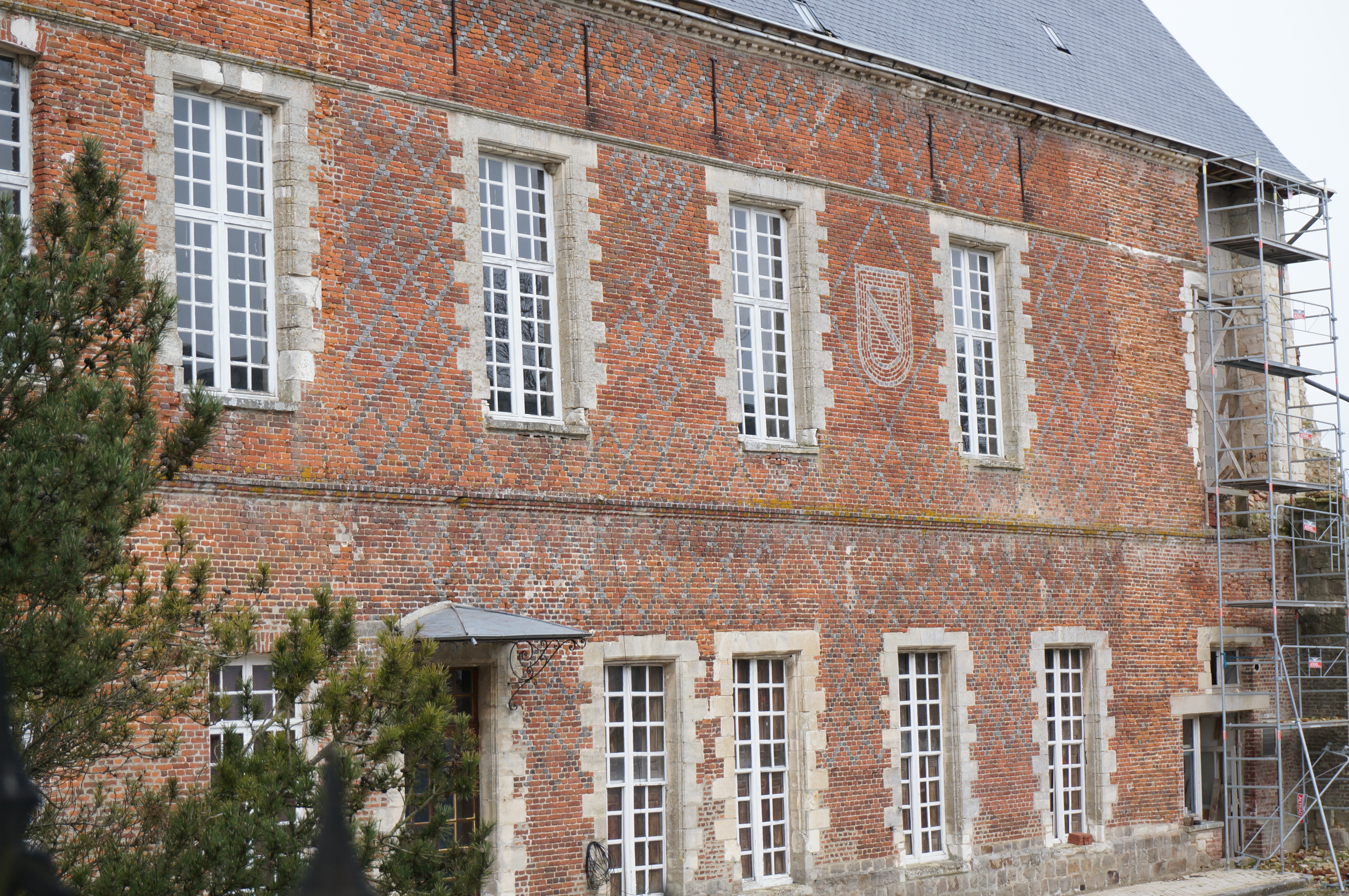
Bâtiment sur cour avec blason et inscriptions.
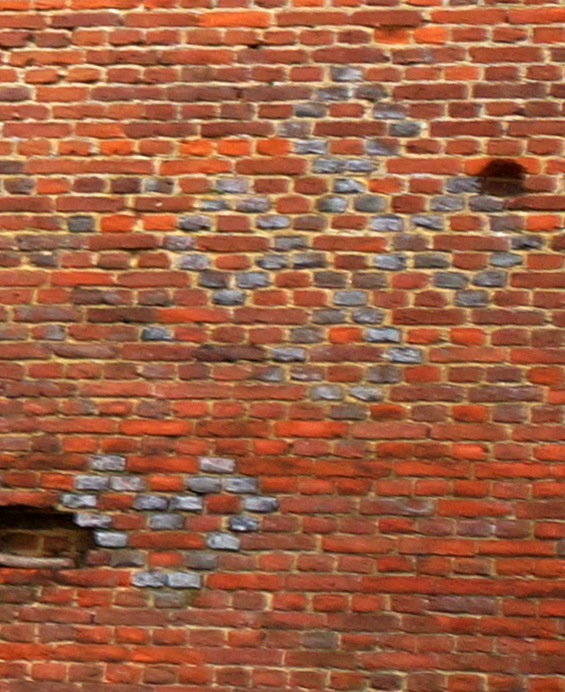
Cœur et losanges sur une façade.
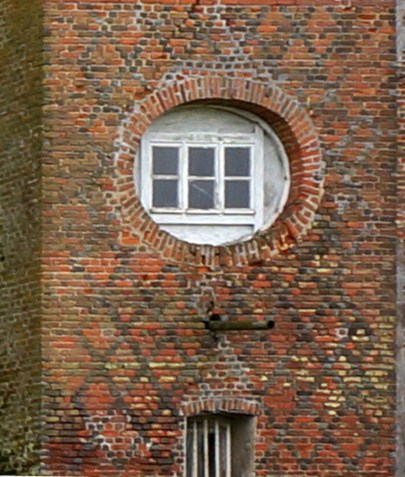
dessins.
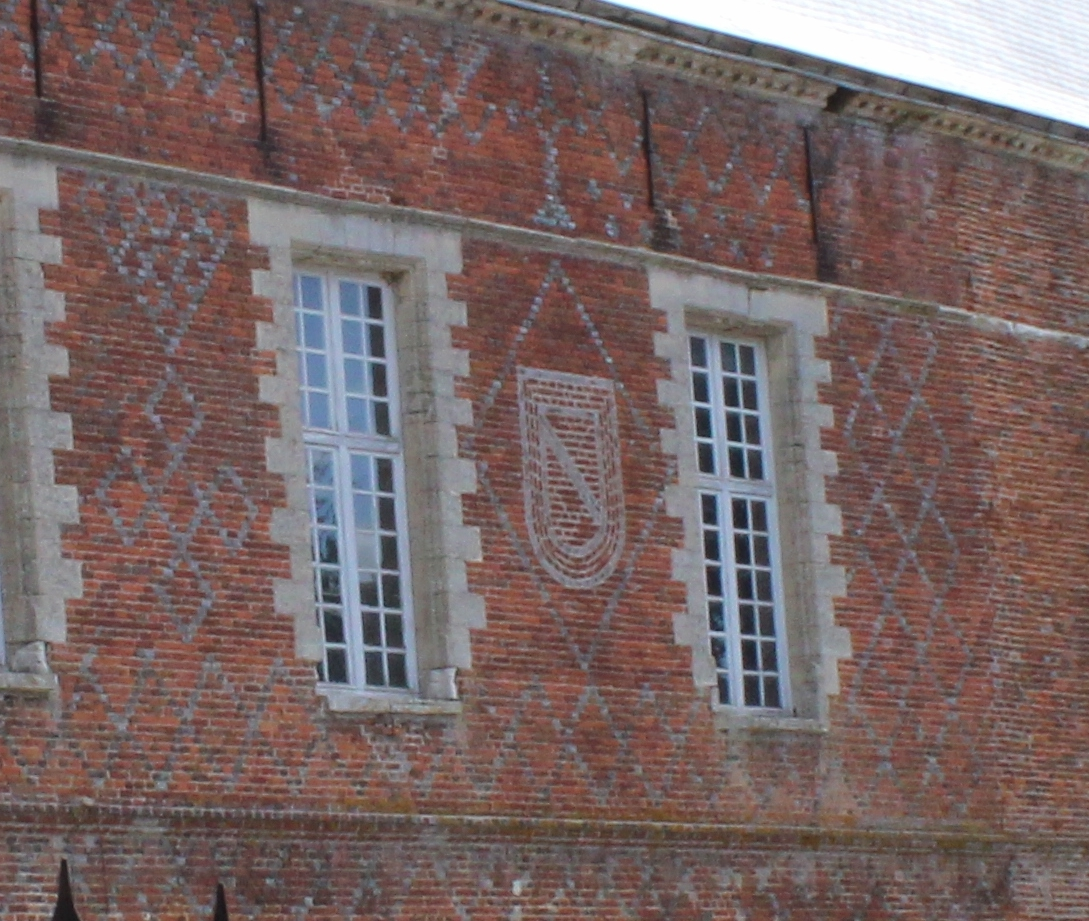
Blason.